# Brion Gysin

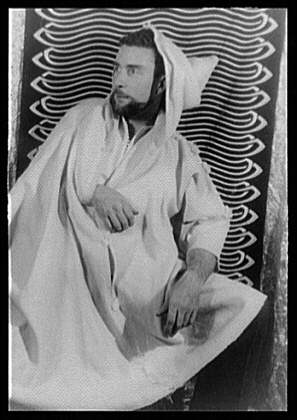
Brion Gysin (1957)

John Clifford Brian Gysin, senare Brion Gysin, född 19 januari 1916 i Taplow, Buckinghamshire, död 13 juli 1986 i Paris, var en brittisk-kanadensisk konstnär, författare, ljudpoet och performancekonstnär.  
Han flyttade till Tanger i Marocko och öppnade där restaurangen The 1001 Nights tillsammans med vännen Mohamed Hamri, som var kock. Gysin umgicks med beatnikförfattaren William S. Burroughs. Brion Gysin bistod Alice B. Toklas kokbok med ett recept på hasch-fudge.
Brion Gysin var också med att ta fram en så kallad drömmaskin tillsammans med William S. Burroughs och Ian Sommerville.